# Comunitat foral

Navarra

En singular, comunitat foral és la denominació que ha rebut Navarra en accedir a la seva autonomia després de la transició democràtica de finals de la dècada de 1970. Encara que es considera una de les comunitats autònomes d'Espanya, la denominació singular de Navarra fa referència al seu règim d'autonomia no només basat en el dret d'autogovern garantit a totes les nacionalitats i regions històriques de l'Estat espanyol ans també a l'actualització dels furs que ha conservat des de l'edat mitjana, i ratificats en la Llei Paccionada de 1841. Encara que Navarra, nominalment, va accedir a la seva autonomia mitjançant l'article 143 de la constitució espanyola de 1978, la conservació dels seus furs té el seu fonament en la Disposició Addicional Primera del mateix document. Així, Navarra no té un Estatut d'Autonomia com a tal, sinó una Llei Orgànica de Reintegració i Millorament del Règim Foral de Navarra (LORAFNA), que implica el retorn al seu estatus de 1841 i la pervivència dels seus furs seculars.
En plural, el terme comunitats forals es refereix a les comunitats del País Basc i Navarra segons llur configuració territorial i jurídica després de la constitució espanyola de 1978 que les distingeix de les "comunitats de règim comú", en què conserven el concert econòmic, és a dir, autonomia fiscal en la recaptació dels impostos i de la quantitat que n'atorguen a l'Estat espanyol pels serveis no transferits que aquest realitzi a les comunitats així com per a les despeses centrals. Tanmateix, malgrat la conservació dels seus furs, la denominació estatutària del País Basc és "comunitat autònoma" i no pas "comunitat foral".